# 流山寺
流山寺（りゅうさんじ）は、千葉県流山市にある曹洞宗の寺院。

## 概略と沿革
元は天台宗の共同墓地であったが、浅見本家が流山市名都借から曹洞宗の僧侶を招き、江戸時代初期に曹洞宗の寺院となる。流山七福神の大黒天の寺である。流山市は江戸中期に旧家である浅見家・堀切家の醸造家は地名に長連山（ナガレヤマ）を使用している。つまり、流山市の流山は当時文盲率の低い民が作った作り話の赤城山が流れてきたのではなく、流山寺から引用されていると考えられる。
1868年（慶応4年）、新選組が流山に陣を敷いたとき、当寺にも分宿した。
現在の建物は1965年（昭和40年）に再建されたもので、鉄筋コンクリート造である。流山市市長だった眉山俊光が住職を務めていた。

## 交通アクセス
- 流鉄流山線平和台駅より徒歩10分。